# ツクシシャクナゲ
ツクシシャクナゲ（筑紫石楠花、学名：Rhododendron japonoheptamerum var. japonoheptamerum ）はツツジ科ツツジ属シャクナゲ亜属の常緑低木。

## 分布と生育環境
日本固有種。本州の紀伊半島、四国南部、九州に分布し、深山の林中に生育する。日本に産するシャクナゲのなかまでは比較的標高の低いところまで自生する。岩地で排水性が良く、霧などの空気中の湿気がほどよく送られてくるような場所に自生する。
長崎県諫早市の「多良岳ツクシシャクナゲ群叢」、福岡県豊前市と大分県中津市にまたがる「犬ヶ岳ツクシシャクナゲ自生地」が国の天然記念物に指定されている。

## 特徴
常緑広葉樹の低木で、樹高は3 - 4メートル (m) になる。幹は直立するか下部が曲がり、多く枝分かれし、大きいものは幹が直径12センチメートル (cm) ほどになる。葉はやや輪生状に互生し、革質でつやがあり、太い葉柄をもつ。葉身は長さ15 cmほどになり、長楕円形か倒披針形で、縁は全縁。葉の表面は無毛で濃緑色、裏面には赤褐色のビロード状の毛が密に生え、スポンジ状になる。
花期は5 - 6月。枝先に総状花序をつけて、多数の花をつける。花冠は淡紅色でまれに白色があり、径4 - 5 cmの漏斗状鐘形で7裂する。雄蕊は14本で、花冠より短く、花糸の毛は少ない。子房は7室からなり、毛が密生する。

## 下位分類
- シロバナツクシシャクナゲ Rhododendron japonoheptamerum Kitam. var. japonoheptamerum f. albiflorum (Takeda) T.Yamaz.[10]
- ホンシャクナゲ Rhododendron japonoheptamerum Kitam. var. hondoense (Nakai) Kitam.
- キョウマルシャクナゲ Rhododendron japonoheptamerum Kitam. var. kyomaruense (T.Yamaz.) Kitam.
- オキシャクナゲ Rhododendron japonoheptamerum Kitam. var. okiense T.Yamaz.